# Плодопитомник (Самарская область)
Плодопито́мник — посёлок в Сызранском районе Самарской области. Входит в состав сельского поселения Варламово.

## География
Посёлок находится непосредственно у северной границы города Сызрань, административного центра района.

### Часовой пояс
Посёлок Плодопитомник, как и вся Самарская область, находится в часовой зоне МСК+1. Смещение применяемого времени относительно UTC составляет +4:00.

## Население
| 2010 |
| ---- |
| 8    |

### Национальный состав
Согласно результатам переписи 2002 года, в национальной структуре населения русские составляли 100 % из 17 чел.